# إيرل والش
إيرل والش (بالإنجليزية: Earl Walsh)‏ هو مدير فني أمريكي، ولد في 3 يونيو 1899 في أدير في الولايات المتحدة، وتوفي في 21 يونيو 1961 في شيكاغو في الولايات المتحدة.